# Espiute
 Espiute   (en vascuence: Azpilda) es una población y comuna francesa, en la región de Aquitania, departamento de Pirineos Atlánticos, en el distrito de Oloron-Sainte-Marie y cantón de Sauveterre-de-Béarn.

## Demografía
| 234 | 234 | 228 | 237 | 270 | 300 | 266 | 275 | 260 | 246 | 254 | 252 | 257 | 270 | 252 | 220 | 202 | 211 | 214 | 167 | 142 | 159 | 169 | 168 | 128 | 110 | 110 | 100 | 85 | 119 | 108 | 97 | 112 |
| Para los censos de 1962 a 1999 la población legal corresponde a la población sin duplicidades (Fuente: INSEE [Consultar]) |     |     |     |     |     |     |     |     |     |     |     |     |     |     |     |     |     |     |     |     |     |     |     |     |     |     |     |    |     |     |    |     |

## Economía
La principal actividad es la agrícola.